# Arquidiócesis de Vancouver
La arquidiócesis de Vancouver (en latín: Archidioecesis Vancuverien(sis) y en inglés: Roman Catholic Archdiocese of Vancouver) es una circunscripción eclesiástica latina de la Iglesia católica en Canadá, sede metropolitana de la provincia eclesiástica de Vancouver. La arquidiócesis tiene al arzobispo John Michael Miller, C.S.B. como su ordinario desde el 2 de enero de 2009. 

## Territorio y organización
La arquidiócesis tiene 119 439 km² y extiende su jurisdicción sobre los fieles católicos de rito latino residentes en la parte sudoccidental de la provincia de Columbia Británica.
La sede de la arquidiócesis se encuentra en la ciudad de Vancouver, en donde se halla la Catedral del Santo Rosario.
En 2020 en la arquidiócesis existían 77 parroquias.
La arquidiócesis tiene como sufragáneas a las diócesis de: Kamloops, Nelson, Prince George y Victoria.

## Historia
El vicariato apostólico de la Columbia Británica fue erigido el 14 de diciembre de 1863 con el breve Quae ad rem del papa Pío IX, obteniendo el territorio de la diócesis de la isla de Vancouver (hoy diócesis de Victoria).
El 2 de septiembre de 1890 el vicariato apostólico fue elevado a diócesis con el breve Vicarium pastoris del papa León XIII y tomó el nombre de diócesis de New Westminster por el lugar en donde se encontraba la diócesis, que se hizo sufragánea de la arquidiócesis de Saint-Boniface.
El 27 de julio de 1894 cedió una parte de su territorio para la erección de la prefectura apostólica de Alaska (hoy diócesis de Fairbanks).
El 19 de junio de 1903 pasó a formar parte de la provincia eclesiástica de Victoria.
El 19 de septiembre de 1908, debido al breve In sublimi Principis del papa Pío X, fue elevada al rango de arquidiócesis metropolitana y al mismo tiempo asumió su nombre actual, tras el traslado de la sede de New Westminster a Vancouver.
El 20 de noviembre de 1916 cedió porciones de territorio al vicariato apostólico de Yukón y Prince Rupert (hoy diócesis de Prince George) mediante el breve Quae in longinquis del papa Benedicto XV.
El 22 de febrero de 1936 cedió una porción de su territorio para la erección de la diócesis de Nelson mediante la bula Universorum christifidelium del papa Pío XI.
El 22 de diciembre de 1945 cedió otra porción de su territorio para la erección de la diócesis de Kamloops mediante la bula Quae rei sacrae del papa Pío XII.

## Estadísticas
De acuerdo al Anuario Pontificio 2021 la arquidiócesis tenía a fines de 2020 un total de 445 128 fieles bautizados.
| Año                                                                             | Población            | Población | Población      | Sacerdotes | Sacerdotes    | Sacerdotes    | Bautizados por sacerdote | Diáconos permanentes | Religiosos | Religiosos | Parroquias |
| Año                                                                             | Bautizados católicos | Total     | % de católicos | Total      | Clero secular | Clero regular | Bautizados por sacerdote | Diáconos permanentes | Varones    | Mujeres    | Parroquias |
| ------------------------------------------------------------------------------- | -------------------- | --------- | -------------- | ---------- | ------------- | ------------- | ------------------------ | -------------------- | ---------- | ---------- | ---------- |
| 1950                                                                            | 67 275               | 674 000   | 10.0           | 133        | 63            | 70            | 505                      |                      | 91         | 391        | 60         |
| 1966                                                                            | 125 419              | 914 250   | 13.7           | 159        | 74            | 85            | 788                      |                      | 161        | 455        | 68         |
| 1968                                                                            | 120 000              | 1 000     | 12.0           | 170        | 85            | 85            | 705                      |                      | 117        |            | 69         |
| 1976                                                                            | 226 570              | 1 265 330 | 17.9           | 175        | 76            | 99            | 1294                     |                      | 141        | 352        | 70         |
| 1980                                                                            | 232 000              | 1 297 000 | 17.9           | 184        | 80            | 104           | 1260                     |                      | 136        | 336        | 70         |
| 1990                                                                            | 305 042              | 1 637 214 | 18.6           | 174        | 89            | 85            | 1753                     | 1                    | 120        | 260        | 74         |
| 1999                                                                            | 359 622              | 1 993 179 | 18.0           | 174        | 78            | 96            | 2066                     | 1                    | 126        | 183        | 76         |
| 2000                                                                            | 374 795              | 2 007 884 | 18.7           | 194        | 99            | 95            | 1931                     | 1                    | 126        | 141        | 77         |
| 2001                                                                            | 375 135              | 2 013 907 | 18.6           | 186        | 96            | 90            | 2016                     | 1                    | 120        | 138        | 77         |
| 2002                                                                            | 376 511              | 2 032 024 | 18.5           | 185        | 98            | 87            | 2035                     | 1                    | 105        | 129        | 77         |
| 2003                                                                            | 392 580              | 2 181 000 | 18.0           | 181        | 94            | 87            | 2168                     | 1                    | 104        | 127        | 77         |
| 2004                                                                            | 396 898              | 2 204 991 | 18.0           | 185        | 93            | 92            | 2145                     | 1                    | 115        | 130        | 77         |
| 2010                                                                            | 465 717              | 2 668 099 | 17.5           | 198        | 93            | 105           | 2352                     | 2                    | 127        | 120        | 77         |
| 2014                                                                            | 430 000              | 2 809 153 | 15.3           | 197        | 98            | 99            | 2182                     | 1                    | 135        | 92         | 77         |
| 2017                                                                            | 437 181              | 2 931 153 | 14.9           | 216        | 112           | 104           | 2023                     | 18                   | 139        | 96         | 76         |
| 2020                                                                            | 445 128              | 3 099 776 | 14.4           | 207        | 105           | 102           | 2150                     | 25                   | 159        | 96         | 77         |
| Fuente: Catholic-Hierarchy, que a su vez toma los datos del Anuario Pontificio. |                      |           |                |            |               |               |                          |                      |            |            |            |

## Episcopologio
- Louis-Joseph d'Herbomez, O.M.I. † (22 de diciembre de 1863-3 de junio de 1890 falleció)
- Pierre-Paul Durieu, O.M.I. † (3 de junio de 1890-1 de junio de 1899 falleció)
- Augustin Dontenwill, O.M.I. † (1 de junio de 1899-21 de septiembre de 1908 renunció[8])
- Neil McNeil † (19 de enero de 1910-10 de abril de 1912 nombrado arzobispo de Toronto)
- Timothy Casey † (2 de agosto de 1912-5 de octubre de 1931 falleció)
- William Mark Duke † (5 de octubre de 1931-11 de marzo de 1964 renunció[9])
- Martin Michael Johnson † (11 de marzo de 1964-8 de enero de 1969 renunció[10])
- James Francis Carney † (8 de enero de 1969-16 de septiembre de 1990 falleció)
- Adam Joseph Exner, O.M.I. (25 de mayo de 1991-10 de enero de 2004 retirado)
- Raymond Olir Roussin, S.M. † (10 de enero de 2004-2 de enero de 2009 renunció)
- John Michael Miller, C.S.B., por sucesión el 2 de enero de 2009